# Gamera
Gamera (jap. ガメラ) ist ein von Godzilla inspiriertes, schildkrötenartiges Monster (Kaijū) aus einer japanischen Spielfilm-Reihe.
Genau wie Godzilla verfügt Gamera über besondere Kräfte. Er kann Feuerbälle spucken und fliegen. In neueren Filmen kann er sich zudem telepathisch mit einem Menschen verbinden und auf diese Weise an Kraft gewinnen oder sogar wiederbelebt werden. Im Gegensatz zu Godzilla, der in vielen Filmen ein Gegner der Menschen ist, handelt es sich bei Gamera zum überwiegenden Teil um einen Beschützer der Menschheit.
Seinen ersten Auftritt hatte Gamera 1965 in dem Film Gamera (ursprünglich Daikaijû Gamera oder auch Giant Monster Gamera). In den folgenden Jahren erschienen weitere Filme, bis es 1980 still um das Monster wurde. Erst 1995 erschien unter der Regie von Shusuke Kaneko ein neuer Film, zwei weitere Fortsetzungen folgten. Diese Trilogie gilt unter Fans als Meilenstein unter den Monsterfilmen, Gamera 3 wird sogar oft als einer der besten Filme dieser Art bezeichnet. Ein neuer Film mit dem Titel Gamera: The Brave kam 2006 in die (japanischen) Kinos.
Zum 50. Geburtstag der Filmreihe sollte 2015 ein neuer Film, von Regisseur Katsuhito Ishii, erscheinen. Die Veröffentlichung wurde jedoch auf unbestimmte Zeit verschoben, lediglich einen halbminütigen Trailer gibt es bisher zu sehen.
2023 erschien die Anime-Serie Gamera Rebirth.
Gamera findet auch außerhalb der eigentlichen Filme Aufmerksamkeit, so z. B. in dem Online-Rollenspiel World of Warcraft, dem Manga Dr. Slump, dem RPG Terranigma für SNES oder in Comics der Teenage Mutant Ninja Turtles. Auch in der Anime-Serie Detektiv Conan gibt es eine Folge, in der Gamera eine Rolle spielt.

## Anatomie und Fähigkeiten
Das anatomische Konzept Gameras wurde erst 1967 (zwei Jahre nach dem ersten Film) von Shoji Otomo und Shogo Endo festgelegt und für die gesamte Showa-Reihe beibehalten. Gamera ist das letzte Exemplar seiner Art. Diese Riesenschildkröten lebten vor 8.000 Jahren auf dem versunkenen Kontinent Atlantis. Gamera war im Eis der Arktis eingefroren und wurde durch den Abschuss eines sowjetischen Bombers über amerikanischem Territorium und der darauf folgenden Atomexplosion wieder zum Leben erweckt.
Gamera kann Materie wie Feuer, Magma, Petroleum, Kohle, Elektrizität, Erdwärme sowie radioaktive Substanzen aufnehmen und in organische Energie verwandeln. Im Körper besitzt Gamera fünf Kammern als Speicher für Feuer, Uran, Kohle, Öl und Magma, woraus Gamera enorme Kraft und Energie für den Feueratem im Kampf bezieht. Außerdem befinden sich weitere Kammern in den vier Gliedmaßen, die zum Fliegen benötigt werden.
Gamera hat zwei verschiedene Flugtechniken. Wenn Kopf und Gliedmaßen in den Körperpanzer eingezogen sind, kann Gamera wie ein Kreisel rotieren, was meist beim Kampf eingesetzt wird. Für schnelle Flüge nutzt Gamera nur die „Düsen“ der Hinterbeine, während die Vorderbeine zum Steuern verwendet werden. Die maximale Fluggeschwindigkeit beträgt Mach 3. An Land erreicht Gamera eine Geschwindigkeit von 20 Metern pro Sekunde, beim Schwimmen sind es 150 Knoten. Aufgerichtet ist Gamera 60 Meter hoch und wiegt 80 Tonnen.
Über das Geschlecht von Gamera herrscht Uneinigkeit, da es im Japanischen keine Artikel gibt und Pronomen nicht für Tiere verwendet werden. Von den Schöpfern gibt es kein klares Statement dazu. In der englischen Synchronisation ist Gamera männlich. In der deutschen Synchronisation und auf den DVD-Covern wurden männliche Pronomen, aber auch weibliche Bezeichnungen (die Beschützerin der Erde) gemischt verwendet.

## Filmliste
- Gamera – Frankensteins Monster aus dem Eis (1965) (2011 auf DVD erschienen)
- Gamera gegen Barugon – Frankensteins Drache aus dem Dschungel (1966) (auch als: Dragonwars – Krieg der Monster, Godzilla – Monster des Grauens und Godzilla – Der Drache aus dem Dschungel)
- Gamera gegen Gaos – Frankensteins Kampf der Ungeheuer (1967) (2012 auf DVD erschienen)
- Gamera gegen Viras – Frankensteins Weltraummonster greift an (1968) (2012 auf DVD erschienen)
- Gamera gegen Guiron – Frankensteins Monsterkampf im Weltall (1969) (2013 auf DVD erschienen)
- Gamera gegen Jiggar – Frankensteins Dämon bedroht die Welt (1970) (2013 auf DVD erschienen)
- Gamera gegen Zigra – Frankensteins Weltraumbestie schlägt zu (1971) (2013 auf DVD erschienen)
- Gameras Kampf gegen Frankensteins Monster (1980) (2013 auf DVD erschienen)
- Gamera – Guardian of the Universe (1995) (2011 auf DVD erschienen)
- Gamera 2 – Attack of the Legion (1996) (2011 auf DVD erschienen)
- Gamera 3 – Revenge of Iris (1999) (2011 auf DVD erschienen)
- Gamera the Brave (2006) (2016 auf DVD erschienen)
- Gamera Rebirth (2023) (6-teilige Anime-Serie)